# Estádio Aquático Olímpico
Estádio Aquático Olímpico é um estádio temporário construído no Parque Olímpico do Rio de Janeiro, localizado na Barra da Tijuca, Rio de Janeiro.
Centrado em uma piscina olímpica e contendo outra para aquecimento dos atletas na área externa, ambas fabricadas pela italiana Myrtha Pools, o local sediou todos os eventos de Natação nos Jogos Olímpicos do Rio-2016 e jogos da fase final do polo aquático masculino, além da última eliminatória de qualificação para a fase final para as Olimpíadas de 2016, e eventos de natação para os Jogos Paraolímpicos de Verão de 2016.
A construção teve início em 2013 e teve um custo de cerca de 217,1 milhões de reais. No projeto original, após o fim das Olimpíadas apenas a sua arquibancada, para 18 mil pessoas, é que seria temporária e o local passaria a servir como centro de treinamento para atletas brasileiros. No entanto, depois que o Rio foi eleito sede da Olimpíada, toda a estrutura foi planejada como uma arquitetura nômade. Apesar disso, ela ficou mais cara. Após os Jogos, o espaço será desmontado e transformado em dois parques aquáticos que serão instalados em diferentes cidades do país.
Após Marcelo Crivella assumir a prefeitura do Rio, a maior parte do planejamento das estruturas criadas para as Olimpíadas foi abandonado. O Estádio Aquático ainda não tinha sido desmontado em fevereiro de 2017, e tinham caído os planos de doar as piscinas para centros comunitários em Madureira e Campo Grande. Naquele mês, o Exército Brasileiro  retirou as piscinas do lugar. Uma foi doada por Crivella para o Centro de Capacitação Física do Exército na Urca, mas acabaria devolvida após um tempo. Das cinco piscinas compradas para a Olimpíada, as duas do Estádio que eram de posse da prefeitura do Rio estavam em 2021 sendo abrigadas na Arena do Futuro, que também deveria ter sido desmantelada após os Jogos, e no Campo de Golfe Olímpico. Naquele ano, Eduardo Paes, que era prefeito na Olimpíada e voltou ao cargo, declarou que doaria uma das piscinas a Maricá. As três outras, usadas no Parque dos Atletas e no Parque Aquático Maria Lenk, eram de posse da Aeronáutica Brasileira, que repassou uma para a Escola de Especialistas de Aeronáutica em Guaratinguetá, uma para Salvador para ser usada na Arena Aquática inaugurada em 2018, e uma para Manaus que usaria na sua Vila Olímpica, onde a piscina foi reinaugurada em 2022. Em 2022, partes da estrutura do Estádio Aquático foram doadas para o Bangu Atlético Clube, que usaria na reforma do Moça Bonita, e a escola de samba Lins Imperial.